# Aerenea periscelifera
Aerenea periscelifera là một loài bọ cánh cứng trong họ Cerambycidae.